# Oberbinnwang
Oberbinnwang ist ein Gemeindeteil der Gemeinde Kronburg im Landkreis Unterallgäu in Bayern.

## Geographie
Das Dorf Oberbinnwang liegt rund drei Kilometer südöstlich von Kronburg, auf einer Höhe von 654 m ü. NN. Etwa 500 Meter südlich und 900 Meter westlich von Oberbinnwang verläuft der Fluss Iller.

## Geschichte

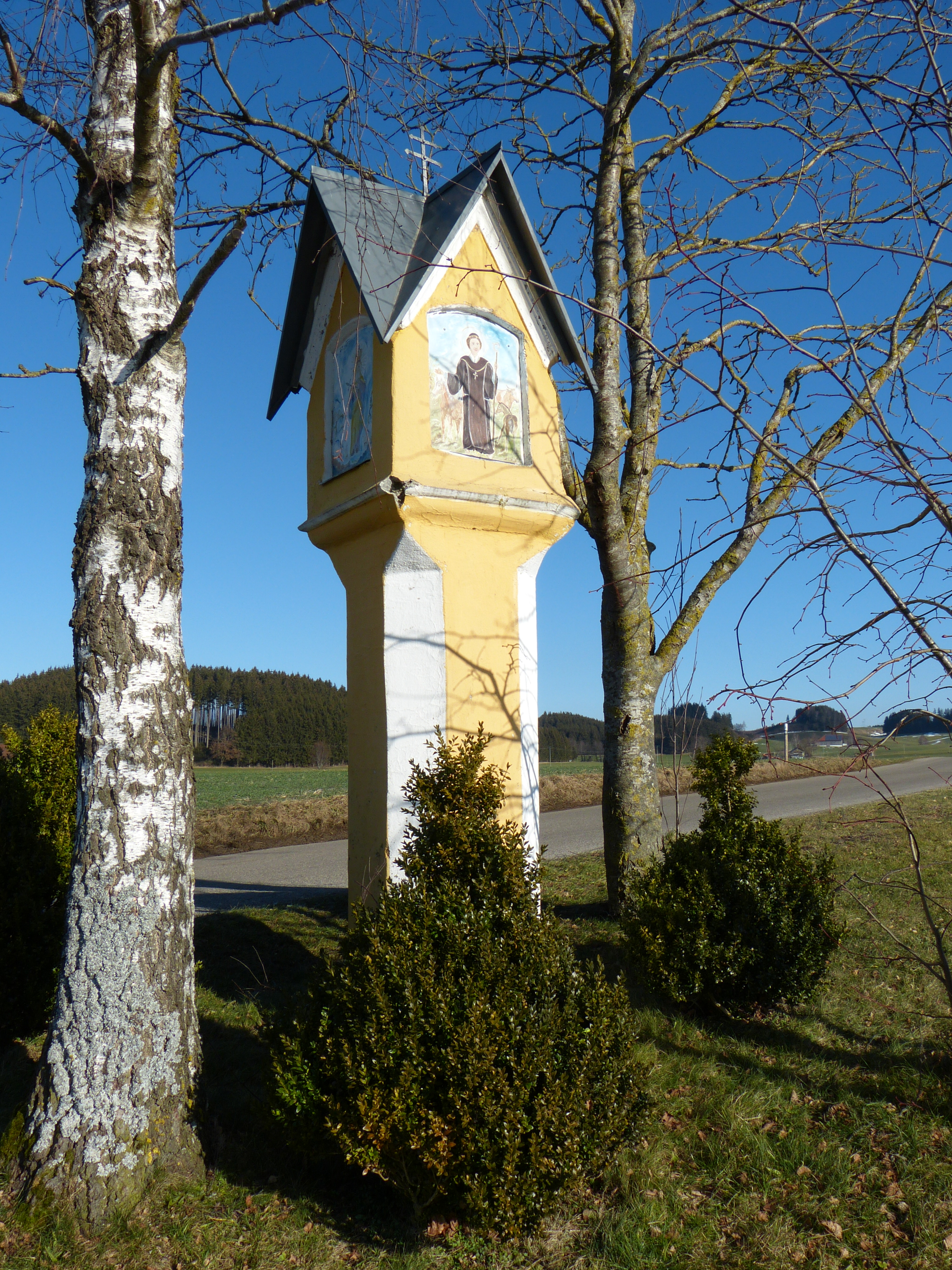
Bildstock, nördlich von Oberbinnwang

Im Jahr 1435 wurde ein Hof (Hausname Gretz) vom Fürststift Kempten an die Herren von Uttenried verkauft. Die Herren von Rothenstein und Pappenheim hatten im 16. Jahrhundert Besitzungen in Oberbinnwang. Im Jahre 1553 ist der Verkauf zweier Höfe in Oberbinnwang von H. J. von Bubenhofen an seinen Schwager Jerg von Rechberg überliefert. H. J. von Bubenhofen hatte die Güter über seine Ehefrau, einer geborenen Marschallin von Pappenheim, erhalten. Später wurden die Güter und Höfe von den Herren von Kronburg erworben beziehungsweise vom Fürststift Kempten belehnt.